# "GALAXY ANGEL" Character Series
「"GALAXY ANGEL" Character Series」（ギャラクシーエンジェル・キャラクター・シリーズ）は、2001年4月25日からLantisより発売された一連のシングルシリーズ。

## 概要
テレビアニメ『ギャラクシーエンジェル』のキャラクターソングシリーズ。全6タイトル。2001年4月25日から2001年10月2日に、2枚ずつリリースされている。『ギャラクシーエンジェル』シリーズで、最初に出されたキャラクターシングル。
第1弾から第5弾は、キャラクターソング1曲とそのoff vocal、自己紹介、5枚購入するとひとつの物語になるドラマを収録している。第6弾のみ、キャラクターソング4曲を収録している。第1弾から第5弾のキャラクターソングは、アルバム『ギャラクシーエンジェルでFEVER!』（2003年2月26日発売）にも収録されている。
ジャケットは、第1弾から第5弾までを並べると1枚のイラストになる。第1弾から第5弾までの5枚に付いている応募券を集めて応募すると、ジャケットイラストのオリジナルバンダナがプレゼントされた。

## リリース一覧

### 01 ミルフィーユ・桜葉
2001年4月25日発売。アーティストはミルフィーユ・桜葉（新谷良子）。
収録曲
1. LUCKY GIRL [3:47]
作詞：高柳恋、作曲：小泉誠司、編曲：飯塚昌明
2. 自己紹介『初めまして! エンジェル隊! 〜ミルフィーユ・桜葉編』
3. 連続ドラマ『サスペンス劇場 消えたエンジェル隊! 〜第1話「ウォルコット失踪」』
4. LUCKY GIRL (off vocal)

### 02 蘭花・フランボワーズ
2001年4月25日発売。アーティストは蘭花・フランボワーズ（田村ゆかり）。
収録曲
1. Flower Revolution [3:29]
作詞：田辺智沙、作曲：小泉誠司、編曲：飯塚昌明
  - テレビアニメ『ギャラクシーエンジェル』（第一期）第16話挿入歌
2. 自己紹介『初めまして! エンジェル隊! 〜蘭花・フランボワーズ編』
3. 連続ドラマ『サスペンス劇場 消えたエンジェル隊! 〜第2話「消えたミルフィーユ」』
4. Flower Revolution (off vocal)

### 03 ミント・ブラマンシュ
2001年6月27日発売。アーティストはミント・ブラマンシュ（沢城みゆき）。
収録曲
1. 恋するレシピ [4:03]
作詞：田辺智沙、作曲：七瀬光、編曲：百石元
2. 自己紹介『初めまして! エンジェル隊! 〜ミント・ブラマンシュ編』
3. 連続ドラマ『サスペンス劇場 消えたエンジェル隊! 〜第3話「蘭花はいずこ?」』
4. 恋するレシピ (off vocal)

### 04 ヴァニラ・H
2001年6月27日発売。アーティストはヴァニラ・H（かないみか）。
収録曲
1. 天使のINORI [4:52]
作詞：田辺智沙、作曲：和泉一弥、編曲：ただみつひろ
2. 自己紹介『初めまして! エンジェル隊! 〜ヴァニラ・H編』
3. 連続ドラマ『サスペンス劇場 消えたエンジェル隊! 〜第4話「ミントや〜い?」』
4. 天使のINORI (off vocal)

### 05 フォルテ・シュトーレン
2001年7月25日発売。アーティストはフォルテ・シュトーレン（山口眞弓）。
収録曲
1. 太陽は燃えている [4:14]
作詞：田辺智沙、作曲・編曲：飯塚昌明
2. 自己紹介『初めまして! エンジェル隊! 〜フォルテ・シュトーレン編』
3. 連続ドラマ『サスペンス劇場 消えたエンジェル隊! 〜第5話「ノーマッドはどうしよう?」』
4. 太陽は燃えている (off vocal)

### 06 ノーマッド
2002年10月2日発売。
収録曲
1. ぐるぐるLOVE [3:21]
歌：ノーマッド（かないみか）
作詞：田辺智沙、作曲：金井江右、編曲：HULK
2. 黄昏Day Dream [4:19]
歌：ウォルコット中佐（藤原啓治）
作詞：田辺智沙、作曲：金井江右、編曲：百石元
3. わるものが行く! [3:22]
歌：悪者三人組（パトリック（陶山章央）＆ジョナサン（吉野裕行）&ガスト（保村真））
作詞：田辺智沙、作曲：金井江右、編曲：金井江右&HULK
4. ミルフィーユのお料理教室 [1:47]
歌：ミルフィーユ・桜葉（新谷良子）
作詞：田辺智沙、作曲・編曲：七瀬光
5. ぐるぐるLOVE (off vocal)
6. 黄昏Day Dream (off vocal)
7. わるものが行く! (off vocal)
8. ミルフィーユのお料理教室 (off vocal)